# Paolo Vallesi
Paolo Vallesi (Firenze, 18 maggio 1964) è un cantautore italiano.
Ha raggiunto la sua notorietà nel 1991. Durante la sua carriera ha cantato anche in spagnolo, le sue canzoni sono state tradotte in olandese e portoghese e lanciate all'estero da artisti come Marco Borsato e Alejandro Sanz.  

## Carriera

### Anni '90
Dopo aver studiato pianoforte fin dall'età di nove anni, Vallesi comincia a lavorare nel mondo della discografia come arrangiatore tra Firenze e Modena. Nel 1989 prende parte alla trasmissione televisiva Gran Premio con Pippo Baudo e al Festival di Castrocaro, dove viene notato dal produttore Dado Parisini, che nel 1990 gli permette di pubblicare il primo singolo Ritornare a vivere/Sta diventando una donna, il cui brano principale partecipa ad Un disco per l'estate. L'anno seguente Vallesi partecipa al Festival di Sanremo con il brano Le persone inutili, vincendo nella categoria "Giovani". Nel maggio viene pubblicato il suo primo album intitolato Paolo Vallesi, che raggiunge la quota di 200 000 copie vendute, facendo ottenere al cantante il suo primo disco d'oro. Alla fine dell'anno vince il premio di "rivelazione dell'anno" nel corso della manifestazione Vota la voce, premio consegnatogli da Claudio Baglioni. Curiosamente l'anno successivo sarà Vallesi a premiare Baglioni, consegnando il premio per il miglior tour dell'anno.
Nel 1992 Vallesi torna al Sanremo nella categoria "Big" e si classifica alla terza posizione con il brano La forza della vita. Il singolo ottiene un notevole successo, arrivando alla prima posizione dei singoli più venduti in Italia e risultando a fine anno il quindicesimo singolo più venduto del 1992. La forza della vita trascina le vendite dell'album omonimo, che raggiunge anch'esso la vetta della hit parade e supera il traguardo delle 500 000 copie vendute. L'album ottiene un buon riscontro anche in Europa e viene pubblicato sul mercato spagnolo con il titolo La fuerza de la vida. Il 20 marzo il cantante inizia da Milazzo un tour di 45 concerti (tra cui tre date al Teatro Smeraldo di Milano) che durerà otto mesi, portandolo in giro nei più prestigiosi teatri italiani.
Dal 1992, inoltre, Vallesi fa parte della Nazionale Italiana Cantanti, coprendo il ruolo di terzino sinistro.
Nel 1994 viene pubblicato il terzo album Non mi tradire, al quale collaborano Eros Ramazzotti, Biagio Antonacci e Irene Grandi. Nel 1996 Vallesi partecipa nuovamente al festival di Sanremo con il brano Non andare via, che si classifica soltanto diciottesimo. Segue l'album Non essere mai grande, pubblicato dalla CGD. Nella versione in lingua spagnola dell'album, Vallesi si avvale della collaborazione di Alejandro Sanz nel brano Grande. Contemporaneamente la vecchia casa discografica del cantante pubblica Le sue più belle canzoni, un greatest hits con i brani di maggior successo.
Dopo 3 anni di assenza, dovuti anche alla nascita del figlio Francesco, Vallesi pubblica il quinto album Sabato 17:45, a cui segue un nuovo tour.

### Anni 2000
Nel 2002 esce Felici di essere, prima raccolta "ufficiale" dei successi di Vallesi, con l'aggiunta di tre brani inediti. Il disco viene riproposto nel 2003 con il titolo Best of, e alcune variazioni alla tracklist, a cui si aggiunge un duetto con la cantante spagnola Mara.
Nel 2005 Paolo Vallesi partecipa come concorrente al reality show La talpa e alla fine del gioco si scopre che è lui la talpa.
Nel 2006 prende parte ad O' Scià, lo spettacolo musicale ideato da Claudio Baglioni e tenuto ogni anno a Lampedusa. Nello stesso anno viene pubblicato il singolo La fionda che anticipa il sesto album del cantante, la cui uscita è stata posticipata più volte. Il 20 gennaio 2008 è ospite della trasmissione di Rai Uno I migliori anni. 
A Luglio riceve ad Aulla il "Premio Lunezia Antologia" per il valore musical-letterario del brano "La forza della vita". 
Nei mesi successivi Vallesi partecipa a numerosi spettacoli e trasmissioni televisive, tra cui la nuova edizione del Cantagiro, tenutasi a Pescina in Abruzzo, la manifestazione benefica per la So.Spe di Suor Paola, condotta da Paolo Bonolis e tenutosi nel quartiere romano di Tor di Quinto; Volami nel cuore, andato in onda su Raiuno e condotto da Pupo.
Nel 2009 produce insieme a Pio Stefanini il primo album della Nazionale Italiana Cantanti, curando per l'occasione i nuovi arrangiamenti dei brani La canzone del sole di Lucio Battisti, Uno su mille di Gianni Morandi e il suo successo La forza della vita, prestando inoltre il suo contributo vocale in tutte le cover presenti nel disco.
Dopo un tour in varie città d'Italia e apparizioni in concerti di altri artisti e amici come Mariella Nava e Ivana Spagna, l'autunno del 2009 vede Vallesi nuovamente ospite a I migliori anni, programma condotto da Carlo Conti su Raiuno, e I fatti vostri in diretta su Rai 2.
Una curiosità: quando Fiorello imitando Gianni Minà racconta delle sue avventure a Cuba con Fidel, non manca mai di citare come compagno presente anche Vallesi, assieme a Guillermo Vilas, Joakim Nystrom, Juantorena, Sotomayor e altri fedelissimi.

### Anni 2010
Nell'aprile 2012 pubblica il suo nuovo singolo È bastato un momento, a settembre dello stesso anno esce l'album "I LIVE YOU" con la riproposizione dal vivo dei suoi grandi successi, un album in uscita in Germania, Paesi Bassi, Francia e Spagna che contiene una serie di duetti con i colleghi che hanno collaborato con lui nel corso degli anni.
Nel 2014 ad aprile ha inizio il suo nuovo tour, un live di due ore dove il cantautore fiorentino ripercorrerà il meglio della sua ventennale carriera: trenta concerti che faranno tappa in tutte le regioni italiane.
Il 2015 inizia con un nuovo tour prodotto insieme al manager Michele Paola. Si inizia dal Canada per poi spostarsi in Italia. Il 4 settembre 2015 esce il singolo Il bello che c'è che anticipa il nuovo album, prodotto insieme a Pio Stefanini, che uscirà dopo ben 16 anni dall'ultimo album di inediti.
L'11 dicembre 2015 pubblica un nuovo album di inediti intitolato Episodio 1... In questo mondo.
Un disco scritto e arrangiato dallo stesso, dove appaiono anche due featuring d'eccezione, come Enrico Ruggeri (Respirare) e del calciatore/ allenatore Gennaro Gattuso che si è prestato per un duetto sulle note del brano Il cantante e il calciatore, un tributo ad Andrea Pazzagli ex portiere del Milan e della Fiorentina, oggi scomparso.
Nel 2017 è ospite nella serata finale del Festival di Sanremo per presentare in anteprima Pace, brano in duetto con Amara e inserito nell'album Un filo senza fine.
Nel 2018 è a Tale e quale show in occasione dell'esibizione di Massimo Di Cataldo che interpreta la sua canzone La forza della vita (1992).
Nel 2019 partecipa come concorrente al programma televisivo Ora o mai più, in onda su Rai 1, seguito dalla coach Ornella Vanoni, vincendo tutte le puntate del programma e raggiungendo il primo posto della classifica finale. Nell'ultima puntata del programma presenta il suo nuovo singolo Ritrovarsi ancora.
Il 13 maggio 2019 al Salone Internazionale del Libro di Torino presenta la sua autobiografia, La forza della (mia) vita, pubblicata da Bertoni Editore.
Il 27 settembre 2019 pubblica il singolo Come brina d'agosto.

### Anni 2020
A marzo 2021 partecipa come ospite al Festival di Sanremo condotto da Amadeus e Fiorello. Per l'occasione ripropone il suo successo La forza della vita. Contemporaneamente esce il singolo Giovane per sempre.
Il 25 maggio 2021 conduce La Partita del Cuore, trasmessa da Canale 5, insieme a Pierluigi Pardo, Gene Gnocchi, Federica Panicucci e Giorgia Rossi.
Il 14 gennaio 2022 esce nelle piattaforme digitali ed in rotazione radiofonica il brano Canzone d' amore che anticipa un doppio album, in uscita a marzo, di cui uno di brani inediti ed uno di duetti con artisti di fama nazionale che reinterpreteranno i suoi successi più importanti.
Il 25 marzo 2022 escono nelle piattaforme digitali gli album Io e Noi. Io è un album di canzoni inedite, mentre Noi è una raccolta dei più importanti successi di Vallesi reinterpretati con grandi artisti della musica italiana quali Gianni Morandi, Enrico Ruggeri, Gigi D'Alessio, Marco Masini, Dolcenera, Danti, i Legno, Amara oltre ad un brano ironico cantato insieme a Leonardo Pieraccioni. I due album escono su supporto fisico nei migliori negozi di dischi il 8 aprile 2022. Questo nuovo lavoro anticipa il tour dell'artista fiorentino che prenderà il via il 27 aprile 2022 (al Blue Note di Milano) per proseguire il 5 maggio 2022 (al Largo Venue di Roma), successivamente il 24 maggio 2022 al teatro Puccini di Firenze, nell'attesa di ulteriori date che lo porteranno in giro per l'Italia.
Il 10 febbraio 2023, durante la serata dedicata alle cover del 73ª edizione del Festival di Sanremo, duetta con i Cugini di Campagna cantando le canzoni "La forza della vita" e "Anima mia".
Nel settembre 2024 ha preso parte alla cena di beneficenza in memoria del calciatore Davide Astori, presso la Tenuta di Artimino, insieme a Leonardo Pieraccioni, Alessandro Siani e altri artisti, per sostenere la Fondazione Cure2Children.
Il 7 maggio 2025 entra a far parte del cast del reality L'isola dei famosi, condotto da Veronica Gentili.

## Discografia

### Album in studio
- 1991 - Paolo Vallesi (Sugar 508 309-1)
- 1992 - La forza della vita (Sugar 508 311-2)
- 1994 - Non mi tradire (RTI Music, SGR 4413-2)
- 1996 - Non essere mai grande (EastWest, 0630-14025-2)
- 1999 - Sabato 17:45 (CGD, 3984-26226-2)
- 2002 - Felici di essere (CGD East West 0927 47210-2)
- 2015 - Episodio 1... In questo mondo (Streaming, download digitale)
- 2017 - Un filo senza fine (Isola Degli Artisti, IDA 014)
- 2022 - Io noi

### Album dal vivo
- 2012 - I live you (Cama Records, 0208143CA1)

### Raccolte
- 1996 - Le sue più belle canzoni (Sugar, SGR 4433-2)
- 2003 - Best of (CGD 0927 47210-2)

### Singoli
- 1990 - Ritornare a vivere/Sta diventando una donna
- 1991 - Le persone inutili/Le persone inutili (base musicale)
- 1991 - Le amiche/Lontano
- 1991 - Quando perdi la donna che hai/Piramidi di luna
- 1992 - La forza della vita
- 1992 - Sempre
- 1992 - Siempre/Sempre (singolo pubblicato in Spagna)
- 1992 - Di Più
- 1992 - Ridere di te
- 1994 - Non mi tradire (4 Remix + Original)
- 1994 - Voglio fare l'amore con te
- 1994 - L'eterna danza
- 1996 - Non andare via
- 1996 - Grande
- 1996 - Tutto va bene
- 1996 - Un bacio interminabile
- 1999 - L'amore è un fiore/L'amore è un fiore (hipnotic version)/L'amore è un fiore (alternative mix)/Grande (duet with Alejandro Sanz)/L'amore è un fiore -
- 1999 - C'è
- 2002 - Felici di essere
- 2002 - Felici di essere (radio edit)/Felici di essere (ballad version)/Felici di essere (strumentale)/Sono dove sei
- 2002 - Un giorno normale
- 2003 - Disegno libero
- 2006 - La fionda
- 2012 - È bastato un momento
- 2015 - Il bello che c'è
- 2015 - In questo mondo
- 2016 - Estate 2016
- 2017 - Pace (feat. Amara)
- 2017 - I miei silenzi
- 2019 - Ritrovarsi ancora -
- 2019 - Come brina d'agosto
- 2021 - Giovane per sempre
- 2022-  Canzone d'amore

### Collaborazioni
- 2009 - L'opportunità - Nazionale Italiana Cantanti

## Videografia
- 1999 - C'è
- 2002 - Felici di essere
- 2002 - Felici di essere (radio edit)/Felici di essere (ballad version)/Felici di essere (strumentale)/Sono dove sei
- 2002 - Un giorno normale
- 2003 - Disegno libero
- 2006 - La fionda
- 2012 - È bastato un momento
- 2015 - Il bello che c'è
- 2015 - In questo mondo
- 2016 - Estate 2016
- 2017 - Pace (feat. Amara)
- 2017 - I miei silenzi
- 2019 - Ritrovarsi ancora -
- 2019 - Come brina d'agosto
- 2021 - Giovane per sempre
- 2022-  Canzone d'amore

## Televisione
- La talpa 2 (Italia 1, 2005) Concorrente
- Ora o mai più 2 (Rai 1, 2019) Concorrente, Vincitore
- La partita del cuore (Canale 5, 2021, Rai 1, 2025)
- L'isola dei famosi (Canale 5, 2025) Concorrente

## Partecipazioni a manifestazioni canore

### Festival di Sanremo
- 1991: Le persone inutili - 1º posto - Sezione Giovani
- 1992: La forza della vita - 3º posto - Sezione Big
- 1996: Non andare via - 18º posto - Sezione Big
- 2017: Pace con Amara - Ospite
- 2021: La forza della vita - Ospite
- 2023: La forza della vita - Anima mia - Ospite

### Festivalbar
- 1991: Le amiche
- 1992: Sempre
- 1994: Non mi tradire
- 1996: Grande

### Un disco per l'estate
- 1990: Ritornare a vivere
- 1999: L'amore è un fiore

### Vota la voce
- 1991: Le persone inutili - miglior rivelazione
- 1992: Sempre

### Cantagiro
- 1991: in coppia con Rossana Casale - 2º posto